# Francesc Molina i Guardiola
Francesc Molina i Guardiola   (Palma, 22 de desembre de 1825 - 19 de setembre de 1906), conegut com a Pare Molina, fou el restaurador de l'Oratori de Sant Felip Neri a Mallorca després de la desamortització de Mendizábal i, alhora, fundador de la casa de Porreres. Nascut a Palma l'any 1825, fill de Francisco Molina Pérez, natural de Júcar, Granada i Maria Dolors Guardiola i Salvador, de Cervera, Lleida, en una família de set germans. Fou batejat el mateix dia del seu naixement a la Parròquia de Sant Jaume pel Vicari Francesc Manel Morey.
De la seva infantesa i joventut poc se'n sap. Fray Joan de la Creu Amengual; teòleg, filòsof i llatinista carmelità, fou mestre seu. Tot i així, gran part dels estudis eclesiàstics els hagué de realitzar per lliure, degut a l'escassa economia de què disposava la família i a que el Seminari Diocesà es trobava tancat durant llargues temporades. Alhora que estudiava treballava com a tipògraf a la coneguda Impremta Guasp. El 1852 s'ordenà Subdiaca i un any després Diaca i Prevere. Fou ordenat en tots els càrrecs pel Bisbe de Mallorca, Miquel Salvà i Munar, al Palau Episcopal de Ciutat. El 26 de maig, festa de Sant Felip Neri, celebrà la seva primera missa. El 29 de novembre de 1852 obtingué un benefici eclesiàstic a la Parròquia de Sant Jaume, on havia estat batejat vint-i-set anys enrere.

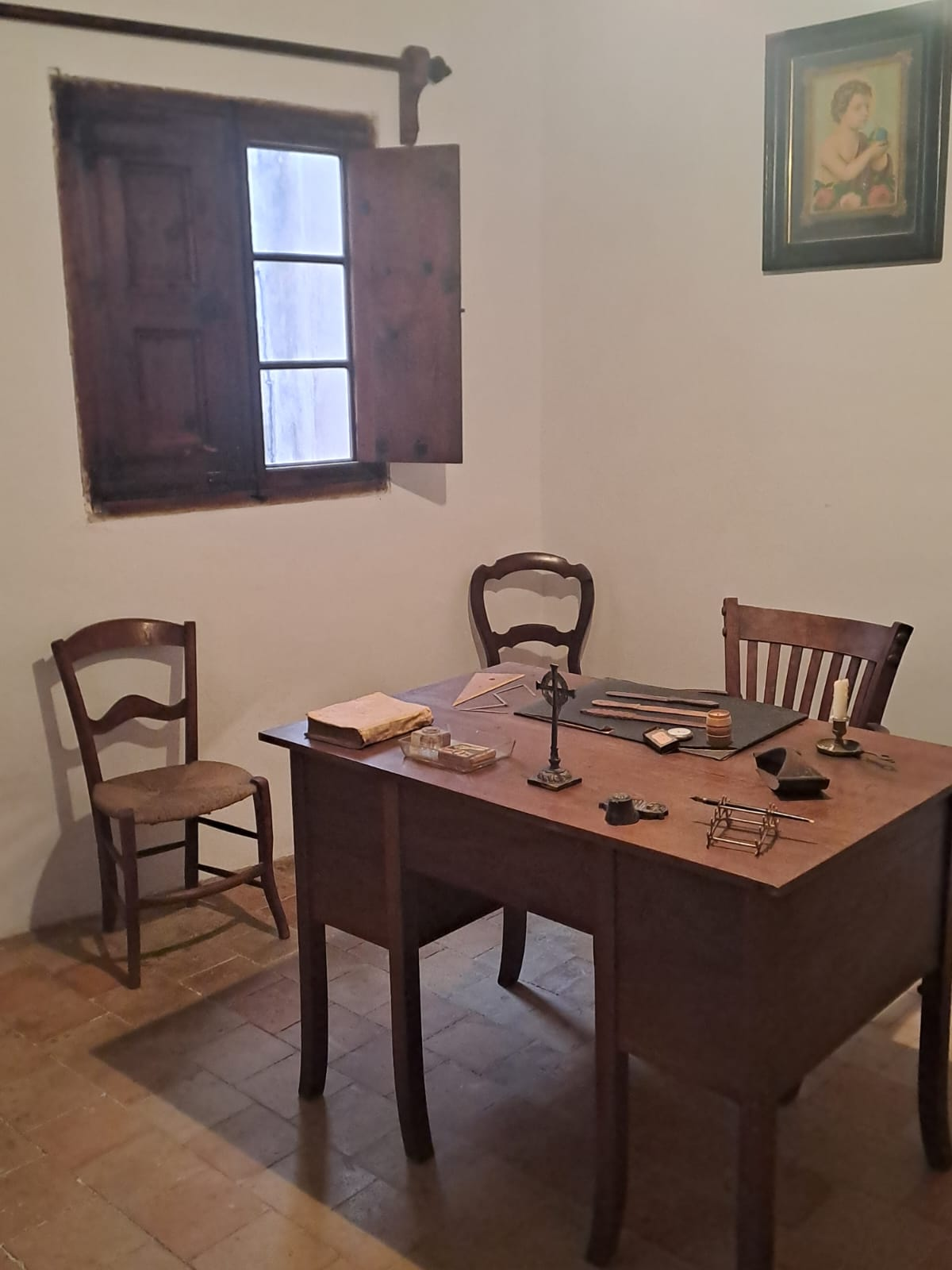
Habitació del Pare Francesc Molina al convent de Sant Felip Neri

L'agost del 1853 ingressà a l'Oratori de Sant Felip Neri, quan la Congregació encara es trobava a l'antic temple de la Plaça Major. Quasi un any després d'instal·lar-se al convent, el 26 de juliol de 1854, rebé una notificació del Batlle de Palma en la qual s'obligava a la Comunitat a abandonar l'església i el convent en vint-i-quatre hores, ja que en el seu lloc s'hi havia de fer una plaça de mercat. Abans de deixar ambdós edificis, la Comunitat tragué retaules, imatges, ordenaments, quadres i altres objectes de valor que foren dipositats a cases de particulars devots de Sant Felip. Dos dies després, el dia 28, començaren a esbucar-se els edificis. La Comunitat, per aquell llavors conformada per Francesc Molina, Francesc Frau, Gaspar Perelló, Martí Frau i Pere Antoni Cañellas, passà a viure a una casa del carrer d'Oliva, prop de la Parròquia de Sant Jaume. El 19 de desembre de 1856, el Pare Frau demanà a l'Ajuntament la deguda indemnització de 12.000 lliures. Donat que la indemnització no arribava, es demanà la permuta amb el convent i església dels Trinitaris o del Sant Esperit (per aquells moments abandonats), petició que fou aprovada el 22 d'octubre de 1858.
El 28 de desembre de 1885, Francesc Molina prengué posessori d'una casa i terres al poble de Porreres per fundar-hi una Congregació de l'Oratori. El 22 d'abril -tercera festa de Pasqua- es beneí l'oratori interí de Porreres i es posà la primera pedra de la nova església. Francesc Molina donà a l'església un antic retaule que havia estat de la Congregació de Palma. Segurament fos l'actual de Sant Josep. També, comprà un retaule de l'Altar Major de la Parròquia de Sant Jaume de Palma per dur-lo a l'església de Porreres.

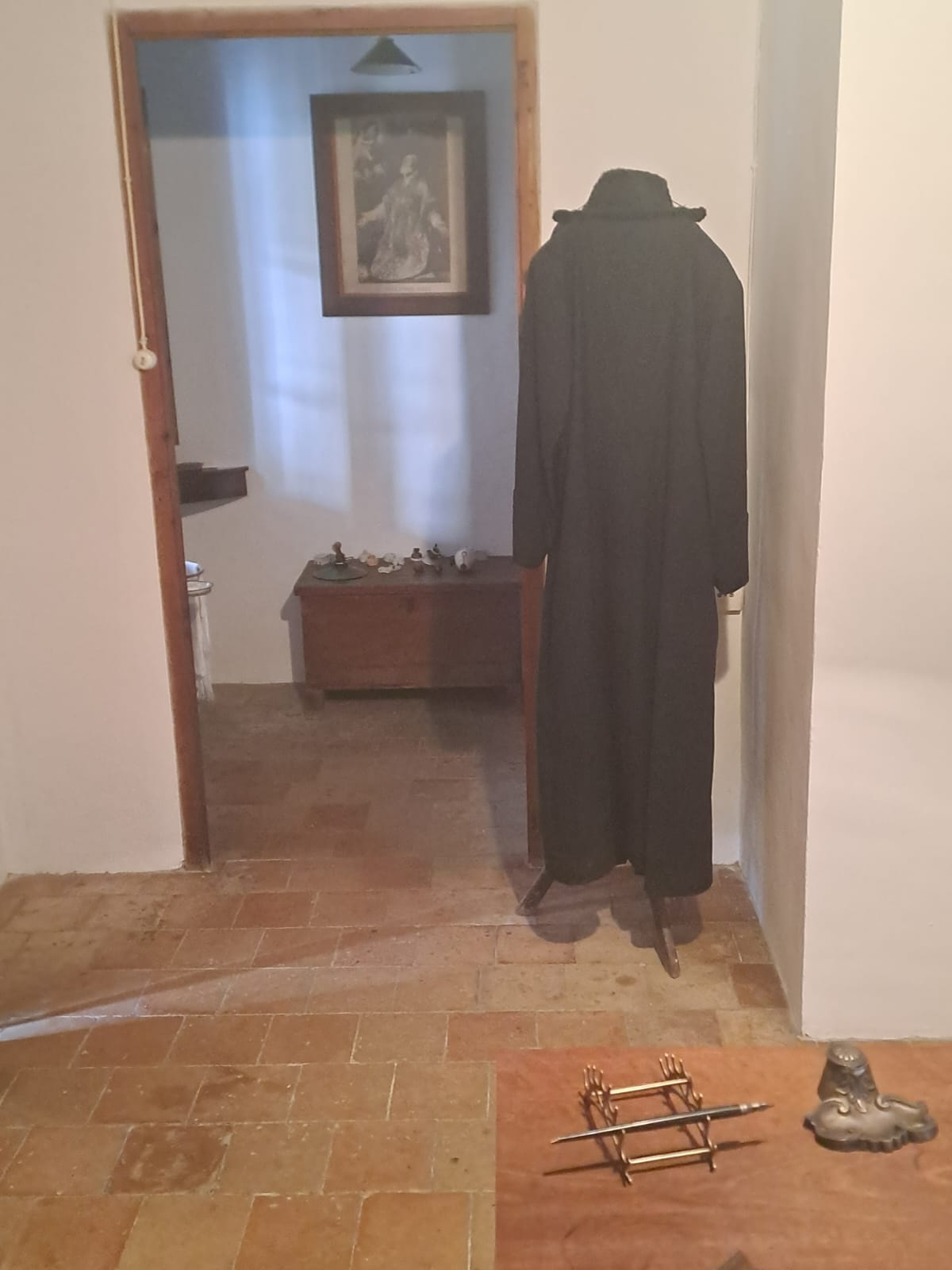
Sotana conservada del Pare Molina

Francesc Molina també contribuí amb almoines -seves i dels devots de Sant Felip Neri- per a la construcció de l'Església de Gènova, la qual es començà a aixecar el 23 d'abril de 1858. Consta als Arxius que va vendre, a aquesta mateixa església, un petit orgue que s'havia retirat de l'Església de Sant Felip. Facilità també, que les Germanetes dels Pobres s'establissin a Palma el gener de 1877, raó per la qual un dels carrers propers a l'actual edifici d'aquesta Congregació (al carrer General Riera) porta el seu nom. L'any 1886, fou anomenat Superior de les Carmelites pel Bisbe Mateu Jaume i Garau.
Després d'una llarga malaltia (restà paralític els seus darrers set anys de vida), morí el 19 de desembre de 1906 a l'edat de 81 anys. Els seu cos quedà exposat a la capella del Diví Amor, a l'Església de Sant Felip Neri. La missa exequial fou celebrada pel Pare Cardell, Prepòsit. Les seves restes foren duites al cementiri de Palma, acompanyades per una gran multitud i setanta vuit eclesiàstics. El 12 d'octubre de 1917 es traslladaren a una nova sepultura, però amb motiu del I Centenari de la vinguda dels Pares de l'Oratori a l'actual església i convent de Sant Felip Neri (el 18 de maig de 1959) foren duites al temple i depositades abaix del presbiteri, on avui en dia romanen.